# Aprostocetus gnomus
Aprostocetus gnomus är en stekelart som beskrevs av Graham 1987. Aprostocetus gnomus ingår i släktet Aprostocetus och familjen finglanssteklar. Inga underarter finns listade i Catalogue of Life.